# Світла година
«Світла година» (англ. The Shining Hour) — американська мелодрама режисера Френка Борзегі 1938 року.

## Сюжет
Співачка з нічного клубу Олівія Райлі виходить заміж за заможного землевласника Генрі Ліндена. Вона не відчуває до нього нічого, але вважає, що для щасливого шлюбу цілком достатньо почуттів самого Генрі, взаємної поваги і достатку. Брат Генрі, Девід, при першій же зустрічі ясно дає зрозуміти Олівії, що вона їм не рівня і змінитися їй не судилося.

## У ролях
- Джоан Кроуфорд — Олівія «Меггі» Райлі Лінден
- Маргарет Саллаван — Джуді Лінден
- Роберт Янг — Девід Лінден
- Мелвін Дуґлас — Генрі Лінден
- Фей Бейнтер — Ханна Лінден
- Еллін Джослін — Роджер В. Франклін
- Хетті МакДеніел — Бельведер
- Оскар О'Ши — Чарлі Коллінз
- Френк Альбертсон — Бенні Коллінз
- Гері Берріс — Берті